# تيم شو
تيم شو (5 يوليو 1959 في جنوب أفريقيا - ) (بالإنجليزية: Tim Shaw)‏ هو لاعب كريكت جنوب أفريقي.

## وصلات خارجية
- تيم شو على موقع إي آس بي آن كريك إنفو (الإنجليزية)